# بطولة تونس للكرة الطائرة للرجال 2020–21
بطولة تونس للكرة الطائرة للرجال 2020-2021 هو الموسم رقم 66 من بطولة تونس للكرة الطائرة للرجال.

فاز بهذا الموسم الترجي الرياضي التونسي.

## روابط خارجية
- الموقع الرسمي للجامعة التونسية للكرة الطائرة.